# Tipógrafo (máquina de escrever)

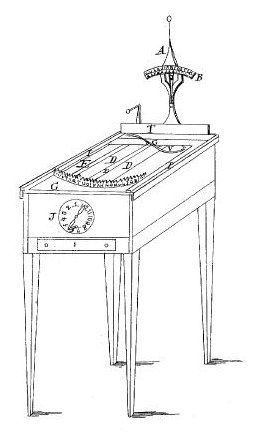
A versão do modelo de patente de 1830 do "tipógrafo" de William Burt montada em quatro pernas de cerca de 1,2 m, exibindo o conjunto de impressão do martelo da alavanca na posição para cima

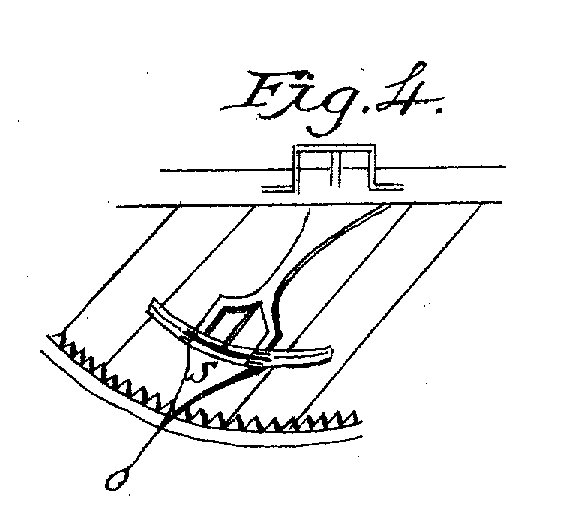
A patente USX558111 mostrando a alavanca de seleção de caracteres em posição em uma carta pronta para ser premida, a fim de se fazer uma impressão digitada.

O tipógrafo foi uma das primeiras máquinas de escrever, inovação mecânica de William Austin Burt. O equipamento era operado manualmente para fornecer uma impressão de tinta impressa no papel. Burt era um inspetor do governo e precisava fazer a correspondência oficial rapidamente, e observou funcionários de escritório sobrecarregados com tarefas laboriosas, como a redação de longos documentos oficiais, que demorava muito. Tendo formação em mecânica, se inspirou a projetar uma máquina que acelerasse trabalho de secretaria. Um amigo seu no ramo de jornais forneceu cartas de uma impressora tipográfica para seu mecanismo experimental.
Burt concebeu duas fases a seu aparelho mecânico. A primeira consistia em uma caixa de madeira que poderia ser carregada manualmente. Por sua vez, a segunda era um grande e avançado modelo montado em quatro pernas. Seu primeiro modelo funcional para posterior patente de 1829, porém, acabou destruída no incêndio de 1836 no Escritório de Patentes. Embora seu tipógrafo, como sua criação foi inicialmente conhecida, pudesse imprimir documentos legais, o processo era lento, pois cada letra tinha de ser copiada à mão. Avaliou-se que a invenção não atingiu o objetivo de acelerar o trabalho de escritório conforme o pretendido.

## História
Burt delineou a concepção de um dispositivo de digitação quando observou funcionários de escritório sobrecarregados com a tarefa de criar documentos oficiais em triplicata à mão, concluindo que uma máquina de impressão poderia aliviar muitas horas da árdua tarefa devido à automação. Na década de 1820, em sua oficina ferreira, ele inaugurou o desenvolvimento de tal aparelho. Seu "tipógrafo" elaborado, capaz de imprimir uma carta limpa, foi patenteado como o número 259 em 23 de julho de 1829.
Documentos do Escritório de Patentes do estado Unidos descrevem a máquina de Burt como "a construção concreta de uma máquina de escrever pela primeira vez em qualquer país". Foi a primeira máquina de datilografia prática já feita nos EUA, embora Pellegrino Turri já tivesse feito uma na Itália em 1808. A patente deu a Burt todos os direitos de exclusividade para a nova máquina de escrever por 14 anos, incluindo a venda ou comercialização de qualquer destes ou todos os direitos, conforme achasse adequado, outorgados e assinados pelo presidente Andrew Jackson.
Todas as "máquinas de escrever" que utilizavam famílias tipográficas usualmente recebiam o nome de "tipógrafo", desde a patente de Burt de 1829 até 1874, por via de inventores subsequentes que aprimoraram a máquina.  O conceito acabou sendo chamado de "type-writer", originalmente. A palavra permaneceu hifenizada até a década de 1880. William Ozmun Wyckoff, presidente da New York State Shorthand Reporters' Association em 1886 e fundador da Remington Typewriter Company, divulgou o nome sem hifenização, "typewriter". A formação tornou-se muito conhecida, e o público, por seu turno, pareceu aceitá-la como uma palavra em 1919.  Eventualmente, o tipógrafo de Burt foi epitetado "typewriter", também.
Em 1714, o escritório de patentes britânico emitiu uma patente para o engenheiro inglês Henry Mill para uma máquina de escrever; no entanto, ele nunca a construiu. Este primeiro registro de uma tentativa inicial deu a Mills uma faixa de quatorze anos para desenvolver um modelo ou pelo menos uma descrição de sua "máquina artificial". O "segredo", todavia, se tiver havido um, se dissipou com ele; não há registro de que algo semelhante tenha existido.  Ainda não encontrou-se nenhum vestígio de qualquer desenho, tampouco especificação.
Christopher Latham Sholes adere ao crédito por inventar a primeira máquina de escrever "prática". Na realidade, o inventor simboliza a 52º pessoa, ou possivelmente a 112ª, a modificar uma máquina de datilografia, que ele chamou de "type-writer".  Algumas das máquinas "typewriting" inventadas entre a máquina patenteada de Burt em 1829 e a de Sholes em 1867 atinam a "The Projean Machine" (1833), "The Thurber Machine" (1843), "The Foucault Machine" (1843), "OT Eddy's machine" (1850), "The Fairbanks machine" (1850), "JM Jones' machine" (1850), "William Hughes' machine" (1851), John M. Jones "mechanical typographer" (1852), "Thomas' typograph" (1854), "The Beach typewriter" (1856), "The Francis Typewriter" (1857), "The Hansen Machine (1865), "The Livermore Printing Device" (1863), "Peeler Writing Machine" (1866) e "The Sholes and Glidden Typewriter" (1867), esta última estabelecida por três homens (C. Latham Sholes, Samuel W. Soule e Carlos Glidden). Thomas Edison mesmo recebeu crédito por uma versão eletrificada em 1872.
O conselho de eleitores da National Shorthand Association of Detroit reconheceu Burt como um líder entre os inventores de máquinas de escrever e asseverou o reconhecimento mundial da prioridade dos inventores americanos no campo da datilografia. Os autores franceses Henri Dupont e C. Senechal classificaram o tipógrafo de Burt em grandes pormenores em seu livro de 1906 Les machines a écrire: historique, avantages, descriptions et traité complet de dactylographie ou art d'écrire a la machine.

## Patente

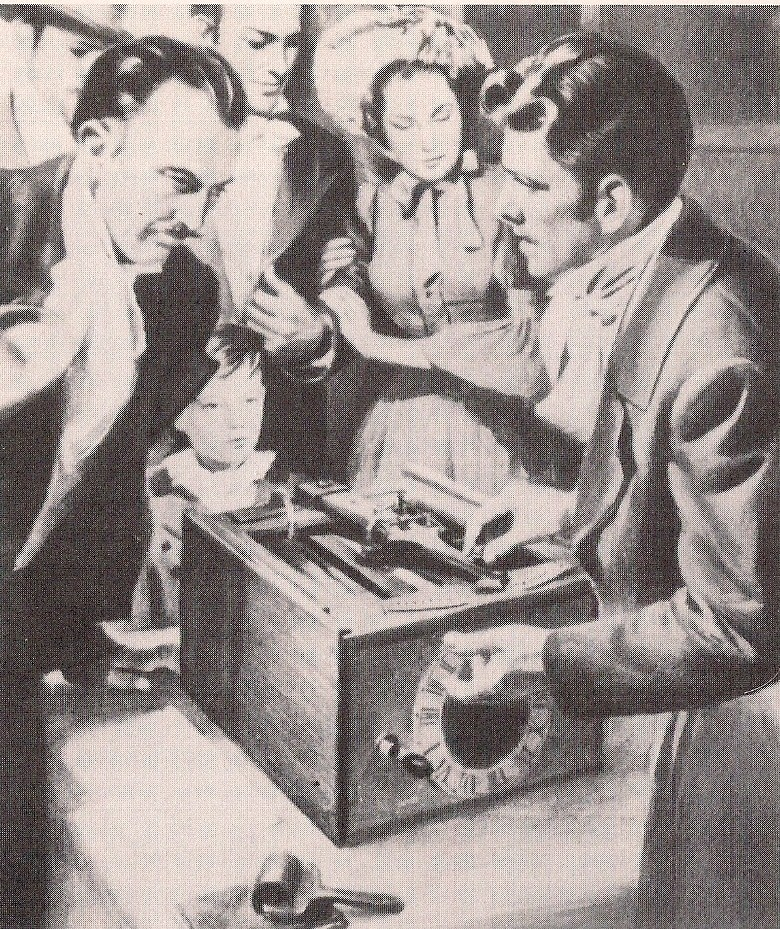
Burt demonstrando seu tipógrafo batendo no martelo de alavanca para obter uma impressão digitada da letra selecionada

A máquina era uma caixa de madeira retangular de 12 polegadas (300 mm) de largura, 12 polegadas (300 mm) de altura e 18 polegadas (460 mm) de comprimento. Funcionava mecanicamente pressionando-se uma alavanca rotativa para que uma carta com tinta entrasse em contato com o papel. Um medidor projetado em formato circular no sentido horário à frente da caixa exibia o número de linhas digitadas na folha de papel em branco, até o valor de 15 polegadas de comprimento. O papel estava associado a um cinto de veludo. A correia girava à medida que a alavanca fosse premida.
A patente disserta a máquina de Burt como um conjunto de caracteres tipográficos dispostos na parte inferior de um agregado de peças que detinham uma alavanca articulada para oscilar vertical e horizontalmente. O caractere desejado é levado ao ponto de impressão ao mover-se essa alavanca horizontalmente para uma posição sobre o mesmo caractere no índice; a impressão é efetivada pressionando-se o mecanismo. Diferentes estilos de caracteres de fonte podem ser usados, sendo definidos em duas filas numa alavanca. As filas de caracteres de fonte podiam ser deslocadas sobre a alavanca para trazer qualquer uma para o ponto de impressão. O papel era carregado em uma banda sem fim que cruzava transversalmente em cotejo à máquina. A faixa era então movida para o espaço da letra pela alavanca de impressão, toda vez que a alavanca fosse pressionada para imprimir. O espaço da linha era feito desviando-se a moldura que carrega o mecanismo de impressão para a frente ou para trás da máquina, ao passo que o papel permanecia estacionário. Almofadas de tinta estavam localizadas em cada lado do ponto de impressão, e todos os caracteres de fonte, exceto o da posição de impressão, ganhavam tinta sempre que a alavanca fosse pressionada. Podiam ser usadas letras maiúsculas e minúsculas. Adicionalmente, forneceu-se um mostrador que indicava o comprimento do papel em polegadas que ultrapassasse o ponto de impressão na saída das linhas. O operador sabia a largura do papel que estava a ser aplicado. Um indicador de parada de impressão no final da linha existia para conferência.
Quatro classes de máquinas de escrever foram reconhecidas pelo US Patent Office. A primeira foi uma máquina indexada com rodas, como a patenteada por Burt em 23 de julho de 1829; a segunda, uma máquina de bar emitida pela primeira vez por John Boyslon Fairbanks em 17 de setembro de 1850; a terceira, a máquina de chapas patenteada por Oliver T. Eddy em 12 de novembro de 1850; e, finalmente, a quarta por John Pratt em 11 de agosto de 1868.
Um modelo completo funcional do "tipógrafo" de Burt estava na sala de maquetes do Escritório de Patentes desde a época da gravação até o incêndio de 15 de dezembro de 1836, que destruiu todas as patentes e os modelos emitidos a partir de 1790. Um mecânico competente pode construir uma réplica funcional do tipógrafo de Burt a partir da descrição e dos desenhos de sua patente. Austin Burt, bisneto de Burt, montou um modelo funcional em 1892 para a World Columbian Exposition trabalhando a partir de uma cópia em pergaminho da patente original (nº 5581X).
Burt construiu a máquina com o alvo de acelerar seu trabalho na correspondência oficial como um inspetor do governo. John Pitts Sheldon, do Detroit Free Press, editor do jornal de Burt e seu amigo, contribuiu com as letras tipográficas da companhia jornalística em maio de 1829 para que o primeiro tipógrafo de Burt pudesse digitar a primeira carta nele escrita. Esta tinha o destinatário como Martin Van Buren, então Secretário de Estado. Dois meses depois, recebeu a patente oficial como uma das invenções mais peculiares e úteis da época, auferindo, ademais, a primeira patente de uma máquina de escrever.

Burt construiu em 1830 uma segunda máquina de escrever tipográfica aprimorada que se assemelhava a uma máquina de pinball, já que quatro pernas cônicas para ficar em pé haviam sido adicionadas a ela. Sheldon havia levado o "modelo" de Burt para o Escritório de Patentes em Washington em 9 de março daquele ano segundo uma carta datilografada e endereçada para sua esposa em 13 de março de 1830. As fontes de letras para este modelo de patente foram recolhidas de um Sr. White de Nova York. Mesmo que uma carta de aparência limpa pudesse ser digitada no "tipógrafo" de Burt, o objetivo básico de acurar a correspondência não foi alcançado, pois a máquina era muito lenta para digitar; logo, não foi comercializada. Burt perdeu o interesse nela e vendeu seus direitos para Cyrus Spalding por US$ 75 em 17 de março de 1830 com melhorias sugeridas. Ao desfecho, este não teve mais sorte em comercializar a máquina de escrever. 

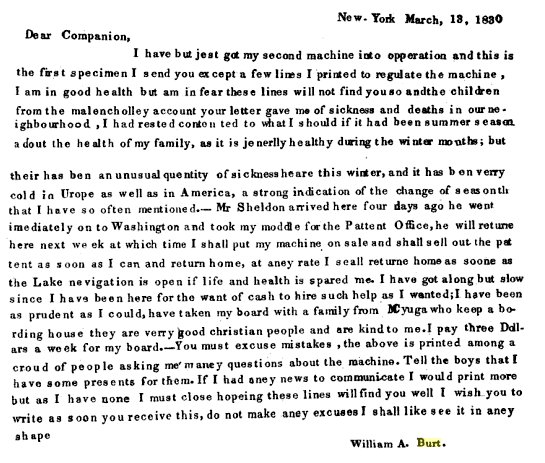
Carta tipográfica datilografada por Burt em 1830 para sua esposa
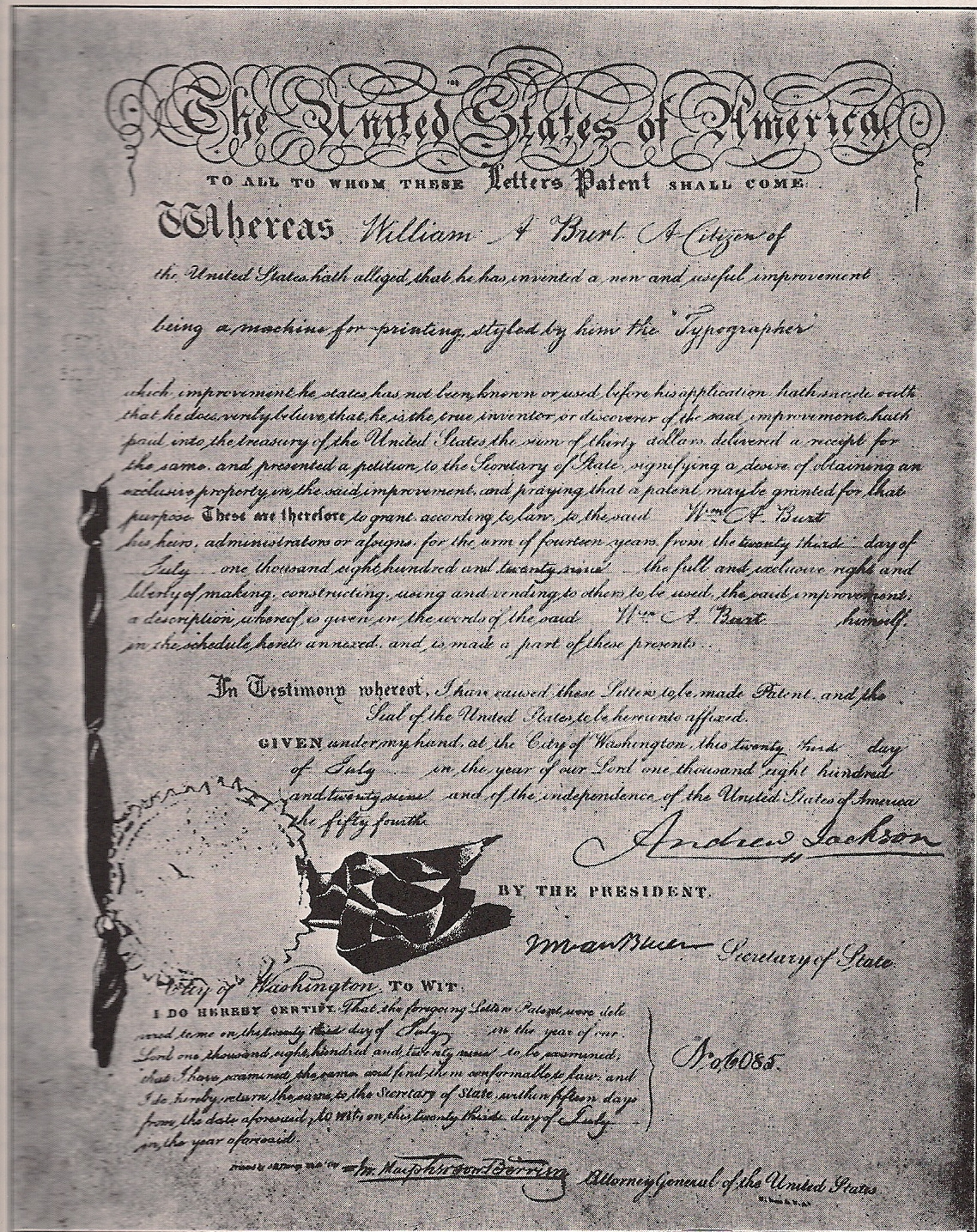
Patente de cartas de 1829 assinada pelo presidente Andrew Jackson